# کورت یارا
کورت یارا (آلمانی: Kurt Jara؛ زادهٔ ۱۴ اکتبر ۱۹۵۰) بازیکن سابق و مربی فوتبال اهل اتریش است.
از باشگاه‌هایی که در آن بازی کرده‌است می‌توان به باشگاه فوتبال دویسبورگ، باشگاه فوتبال گراس‌هاپر زوریخ، باشگاه فوتبال شالکه ۰۴، و باشگاه فوتبال والنسیا اشاره کرد.
وی همچنین در تیم ملی فوتبال اتریش بازی کرده‌است.